# Flugplatz Mülhausen-Habsheim
Koordinaten: 47° 44′ 11″ N, 7° 25′ 49″ O
Der Flugplatz Mülhausen-Habsheim (französisch Aérodrome de Mulhouse-Habsheim; ICAO-Code LFGB) ist ein Flugplatz in Habsheim. Die Landebahn hat eine Länge von 1000 Metern.
Am 26. Juni 1988 ereignete sich hier der Absturz des Air-France-Flugs 296.